# Le Locheur
Le Locheur é uma ex-comuna francesa na região administrativa da Normandia, no departamento de Calvados. Estendeu-se por uma área de 3,67 km². Em 2010 a comuna tinha 273 habitantes (densidade: 74,4 hab./km²).
Em 1 de janeiro de 2017 foi fundida com as comunas de Noyers-Missy e Tournay-sur-Odon para a criação da nova comuna de Val d'Arry.